# Museu d'Art del Comtat de Los Angeles
El Museu d'Art del Comtat de Los Angeles - LACMA (Los Angeles County Museum of Art, en anglès) està localitzat a Los Angeles, als Estats Units, al carrer Wilshire Boulevard al districte Miracle Mile.
El LACMA té una de les col·leccions més grans d'art llatinoamericà. Més de 2.000 obres llatinoamericanes van ser donades per Bernard Lewin i la seva esposa Edith Lewin. El 2001 es va convocar un concurs per a ampliar la seva seu que va guanyar l'estudi d'arquitectura OMA. Actualment, el suport del matrimoni Broad, ben conegut en el mercat de l'art contemporani, ha marcat un nou rumb al museu, amb la construcció d'un nou edifici pensat per a l'exhibició de la seva col·lecció privada. Aquesta relació de mecenatge ha imposat certes condicions que són qüestionades per alguns crítics.

## Història
El LACMA es va fundar el 1910 com a part del Museu d'Història, Ciència i Art de Los Angeles. No comptava amb una col·lecció pròpia, i en els seus inicis va exhibir obres prestades. En les dècades de 1920-30 el museu va créixer ràpidament, i cap a 1945-1950 va rebre importants donacions del controvertit William Randolph Hearst, el magnat que va inspirar la pel·lícula Ciutadà Kane d'Orson Welles. El 2008, el museu va dedicar una exposició a Hearst, reunint part de les obres que va donar.
El creixement de les col·leccions va portar a donar al museu una seu pròpia el 1961, que es va obrir al públic el 1965.
El museu ocupa actualment un complex de set edificis a 20 acres de terreny (unes 8 hectàrees) a Los Angeles, a mig camí entre el centre de la ciutat i la costa. Aquest conjunt de museus està actualment en una fase de transformació, amb noves construccions dissenyades per l'estudi de Renzo Piano.
La primera fase d'aquests treballs, acabada a principis de 2008, inclou el Museu Broad d'Art Contemporani, un nou edifici de tres plantes dotat econòmicament pel matrimoni de col·leccionistes Eli i Edythe Broad. La seva finalitat exclusiva sembla l'exhibició de la col·lecció privada dels Broad, potser en previsió d'una futura donació. L'exposició inaugural del Museu Broad va incloure obres de Richard Serra, Jean-Michel Basquiat, Cindy Sherman i Jasper Johns, entre d'altres.

## Col·leccions
Amb 100.000 obres d'art, el LACMA és el museu més gran de la costa oest dels Estats Units. Al costat d'extenses col·leccions arqueològiques, de tèxtils, d'art islàmic i asiàtic, d'art americà des de l'època precolombina i altres, sobresurten les col·leccions de pintura i escultura europea.
Entre les pintures més famoses, destaquen: La resurrecció de Llàtzer de Rembrandt, Al·legoria de la Salvació, de Rosso Fiorentino, Retrat del cardenal Roberto Ubaldina de Guido Reni, La Magdalena amb la candela de Georges de La Tour i Jove fent bombolles de sabó de Chardin. Hi ha altres exemples de Ticià, el Veronès, Rubens, Boucher, Fragonard, Giambattista Tiepolo, i autors impressionistes i posteriors com Monet, Gauguin i Camille Pissarro.
El LACMA compta amb un centre específicament dedicat a l'expressionisme alemany, el Robert Gore Rifkin Center. Juntament amb abundants pintures i llibres il·lustrats, hi ha unes 7.000 peces en paper.
La col·lecció d'art modern consta d'unes 250 obres, d'Europa, Estats Units i Mèxic. Inclou exemples de Picasso, Henri Matisse, Kurt Schwitters i René Magritte.
El 1967, el museu va rebre la Donació Bright, amb 23 pintures de primer ordre d'autors com Fernand Léger, Frantisek Kupka i Joan Miró, i el 2007 va sumar 130 obres donades de la col·lecció de Janice i Henri Lazarof, amb obres de Constantin Brancusi, Edgar Degas, Alberto Giacometti, Giambattista Pittoni, Vassili Kandinski, Paul Klee, Pablo Picasso i Camille Pissarro.
La col·lecció d'escultura, al marge de les peces arqueològiques i les contemporànies, arrenca en l'edat mitjana i el Renaixement (Andrea della Robbia) i arriba fins a Rodin.
La col·lecció d'obra gràfica inclou 13.000 peces, des de l'Edat Mitjana fins a l'art contemporani. Hi ha dibuixos de Rosso Fiorentino, Giovanni Benedetto Castiglione, Hubert Robert i Delacroix, al costat de valuosos gravats de Dürer, Hans Baldung Grien, Rembrandt i Degas. Hi ha exemples posteriors d'autors com Edward Hopper i Diego Rivera.

## Galeria d'obres

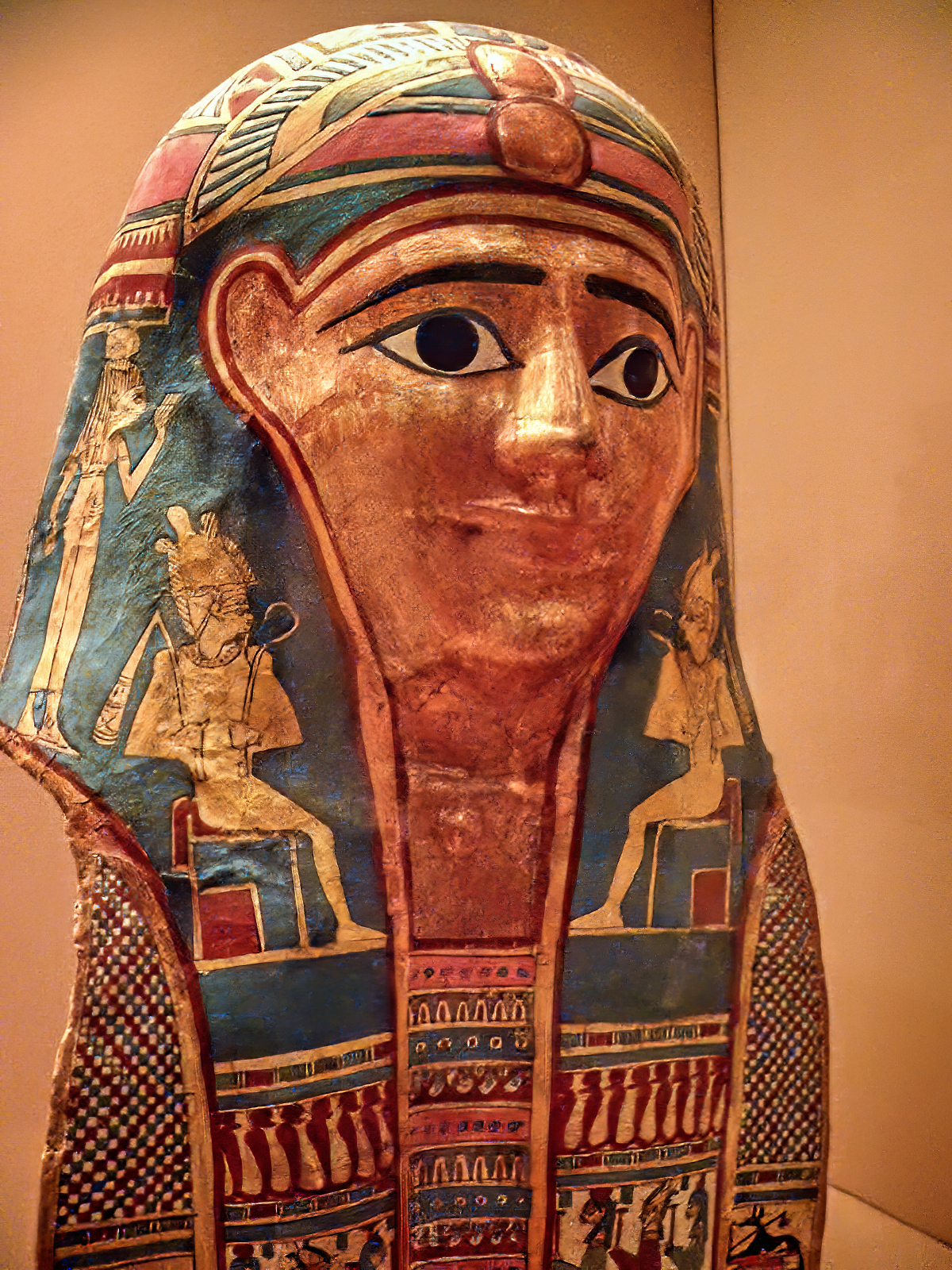
Giambattista Pittoni, "Figures de um banquete"
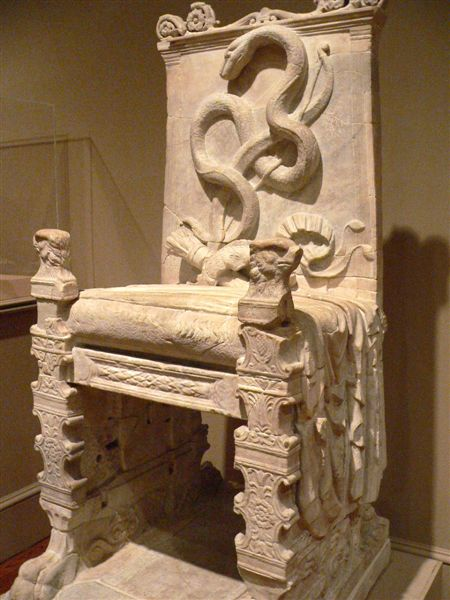
Tron romà de pedra, segle I
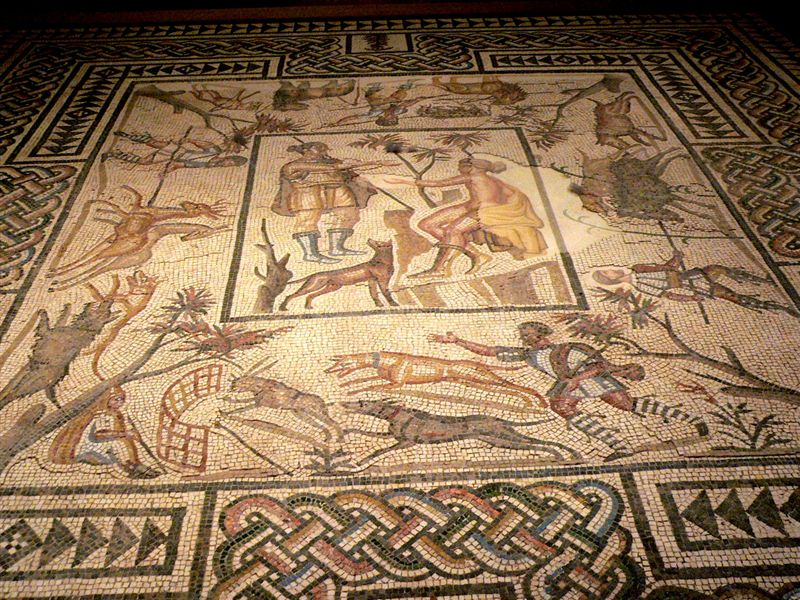
Mosaic romà
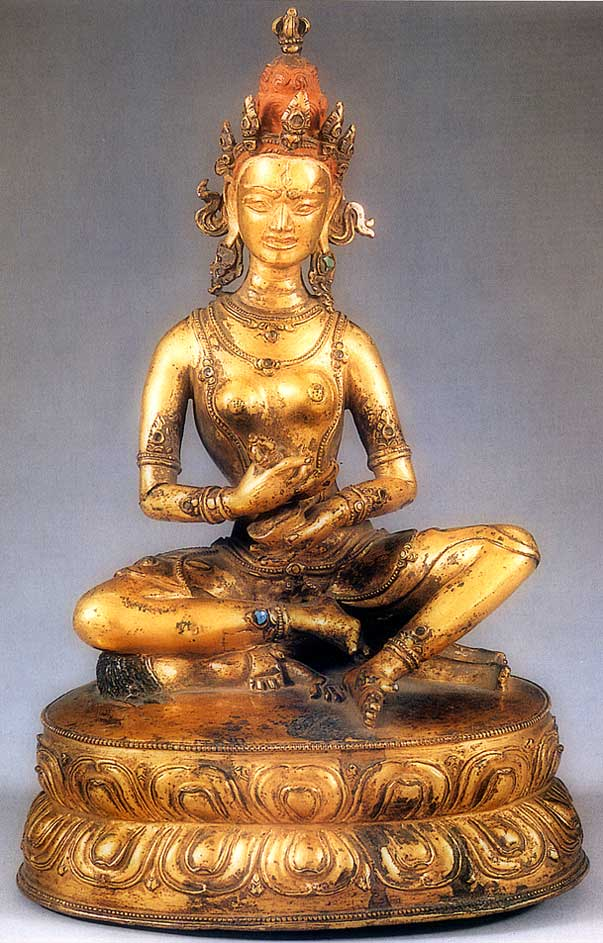
Figura tibetana de Nairatmya
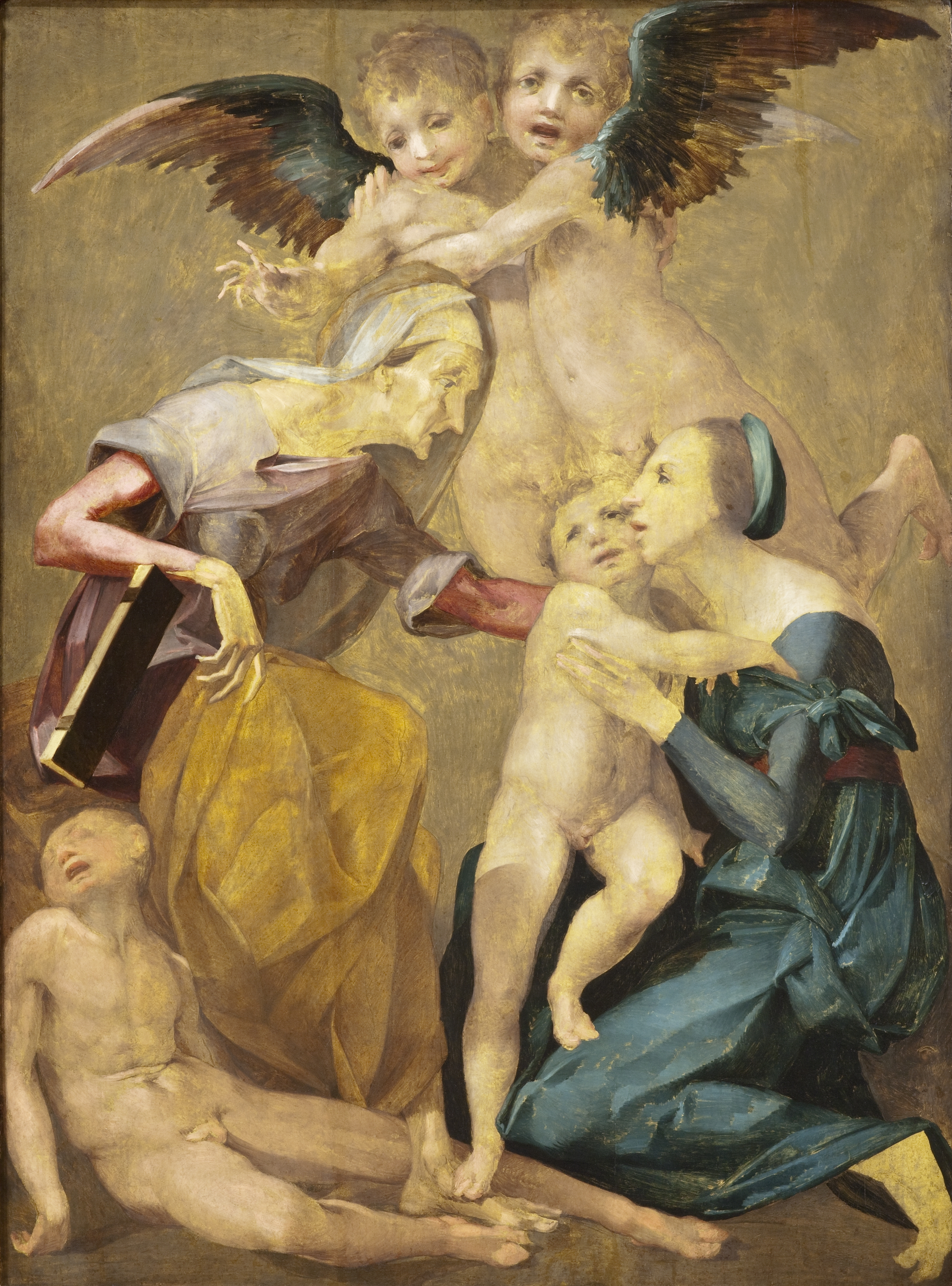
Al·legoria de la salvació, de Rosso Fiorentino
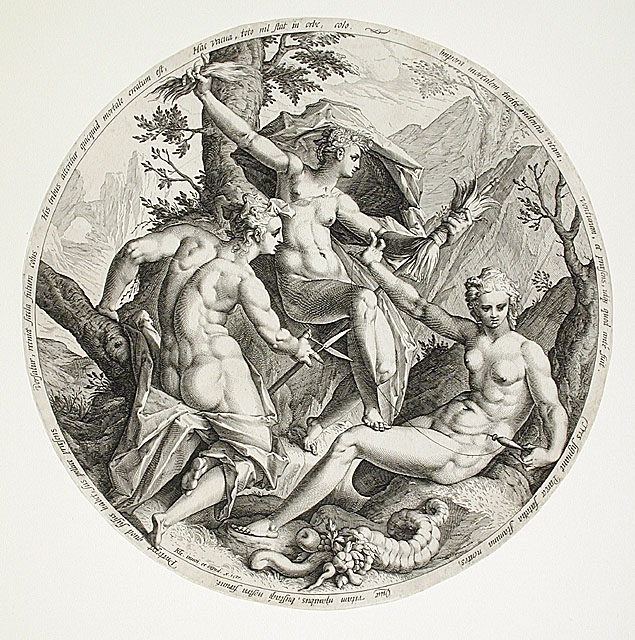
Jacob Matham, gravat de Les tres parques
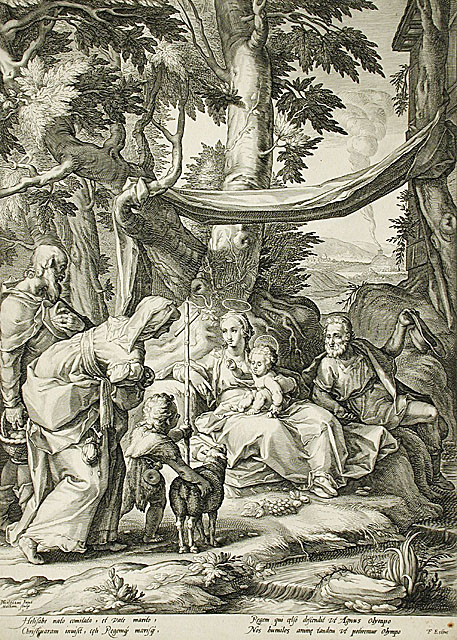
Jacob Matham, gravat de La Sagrada Família i altres figures (copiat de Hendrik Goltzius)
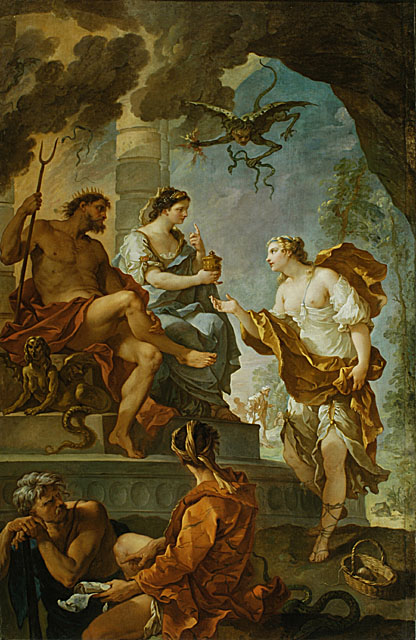
Charles-Joseph Natoire, Psique i Proserpina
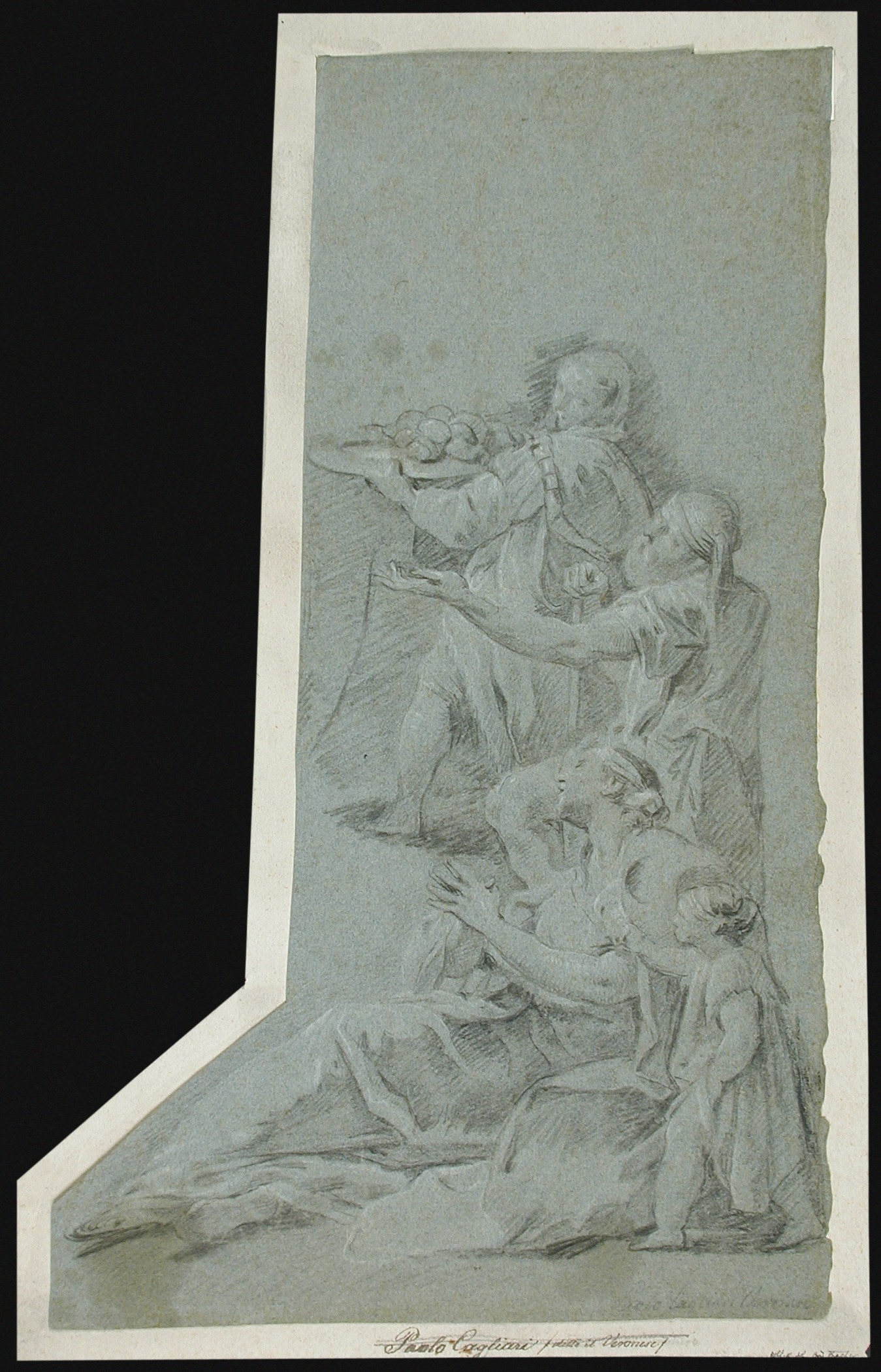
Giambattista Pittoni, "Figures de um banquete"